# Детективный фильм

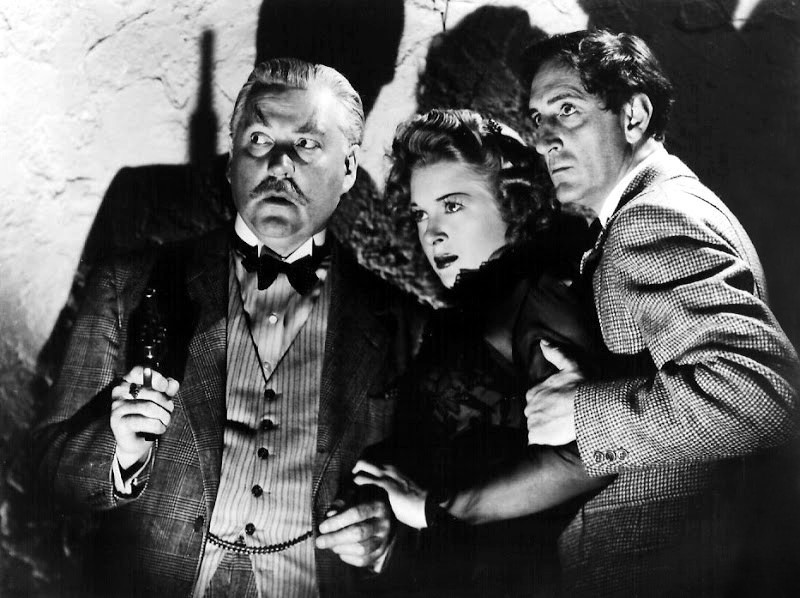
Кадр из детективного художественного фильма «Шерлок Холмс и голос ужаса» (США, 1942).

Детекти́вный фильм — жанр кинематографа, произведения которого содержат демонстрацию преступных деяний и их расследования. Главными героями детективных фильмов оказываются нарушители закона и их жертвы, заключённые, следователи, сыщики, работники милиции или полиции, адвокаты. Детективные фильмы эксплуатируют желание зрителя заглянуть в преступный мир и одновременно избежать фатальных последствий, которые связаны с этим опытом в реальной жизни. Данная двойственность — страх столкнуться с настоящим преступлением и притягательность преступной жизни — объясняет популярность жанра. Детективный фильм является поджанром фильма-тайны.

## История
Ранние детективные фильмы появились в эпоху немого кино с зарождением кинематографа. Первым таким фильмом, а также первой экранизацией литературного произведения о Шерлоке Холмсе был «Озадаченный Шерлок Холмс» 1900 года режиссёра Артура Марвина. Он демонстрировался в мутоскопах.
Во Франции популярность детективных романов о Нике Картере вдохновила Викторена Жассе на съёмки в 1908 году первого киносериала «Ник Картер, король сыщиков» (фр. Nick Carter,le roi des détectives), состоящий из шести частей. В 1909 году вышло продолжение «Новые приключения Ника Картера» (фр. Nouveaux aventures de Nick Carter). Луи Фейад снял завоевавшй популярность сериал «Фантомас» (1913—1914) на основе бестселлеров о хитроумном преступнике и инспекторе Жюве. Современный французский актёр Жан Дюжарден носил маску и костюм Фантомаса в ностальгической картине 2011 года «Артист» о немом кино. Позже детективные киносериалы Фейада пополнились фильмами «Вампиры» (1915), «Жюдекс» (1916), «Ти Минь» (1918), «Баррабас» (1919). Сочетающие реализм, поэтические образы и чистую фантазию фильмы Фейада вдохновили режиссёра Рене Клера, сюрреалиста Андре Бретона и на создание американского сериала «Опасные похождения Полины» (1914).
Чисто детективными фильмами были французские «Золотой жук» (1910) и «Убийство на улице Морг» (1914) по произведениям Эдгара Аллана По, кто считается основоположником современного детективного жанра и создателем первого героя-сыщика Огюста Дюпена. Universal Pictures переименовала его в Пьера Дюпена для фильма «Убийство на улице Морг» (1932) с Белой Лугоши в главной роли. На этот фильм позже делались ремейки в 1953 и 1971 годах. Вторая история По о Дюпене «Тайна Мари Роже» экранизирована в 1942 году.